# Студентки-практикантки
Студентки-практикантки (англ. The Student Teachers) — американський фільм режисера Джонатана Каплана.

## Сюжет
Три подруги студентки приступають до педагогічної практики в школі, стикаючись при цьому з відсталістю і консерватизмом шкільного керівництва, а також наркоторговцями і маніяком-ґвалтівником.

## У ролях
- Сьюзан Даманте — Рейчел Бертон
- Брук Міллс — Трейсі Девіс
- Бренда Саттон — Джоді Хокінс
- Джонні Рей МакГі — Карнелл Сміт
- Боб Харріс — Дінвайдін
- Джон Крамер — Алекс Бослік
- Дік Міллер — тренер Харріс
- Річард Доран — Міккі Дж. Нунан
- Джеймс Міллхоллін — Осгуд Пітерс
- Дуглас Андерсон — Буффало
- Том Молер — Луїс
- Тара Строчмеєр (в титрах: Rose Cypress) — Мелісса Манукян
- Нора Хефлін — Саллі Апдегрув
- Жак Еміль — великий Ред
- Ернест Гарнер — товстий Айк
- Френсіс Хефлін — місіс Апдегрув
- Рут Варшавскі — міс Гамільтон
- Леслі Олівер — Мардж Філдінг
- Сьюзен Медіген — Сінді Шайн
- Гері Морган — Джо Данте
- Бред Джеветт — Джош Ічен
- Елісса Давалос — Паула Келлі
- Вінсент Барбі — Рокко
- Джеймі Андерсон — чоловік хіппі
- Нік Дмітрій — Піночіо
- Трейсі Богарт — жінка хіппі
- Чак Норріс — інструктор карате
- Трейсі Енн Кінг — топлес танцюристка
- Беккі Шарп — топлес танцюристка
- Емі Трахтенберг — Емі Феферман
- Макс В. Андерсон
- Гейл Дейвіс
- Чарльз Діркоп
- Ненсі Фрідман
- Мерілін Джоі (в титрах: Tracy Ann King) — топлес танцюристка
- Пол Лайведері
- Роберт Філліпс
- Джейн Розенфельд
- Дон Стіл